# حنين عمر
حنين عمر شاعرة جزائرية وروائية وكاتبة. مهتمة بالبحوث التراثية والنقد الأدبي.

## سيرتها
واحدة ضمن قائمة أبرز 50 امرأة عربية لعام 2014 في استفتاء مجلة (سيدتي) العريقة، كما تم اختيارها ضمن قائمة النِّسَاء الرّائدات 
– 2015 في نفس المجلة، شاركت في عشرات المؤتمرات وكرمت في عدة بلدان تثمينا لمجهوداتها البحثية والنقدية في مجالات الشعر والترجمة وإحياء دور اللغة العربية في بناء الجسور الثقافية.
- كانت أول شاعرة عربية تدخُل عالم السّينما الأمريكية في فيلم «آميريكان هاسل» (من خلال كتابة أوّل عمل شعري باللّغة العربيّة داخل فيلم هوليوودي، وكان العمل إنسانيًّا ويهدفُ إلى التَّوعيَة ضدّ المخدرات، ونال الفيلم 56 جائزة عالميّة وترشَّح ل 10 أوسكارات.

- اشتغلت في الصَّحافة والإعلامِ إلى جانبِ الطِّبِّ. وكانت أصغر كاتبة عمود ثقافي في الصحيفة الجزائرية الرسمية جريدة الشعب  الجزائرية منذ عام 2005، كما أفردت لها بعض المجلات العربية صفحات خاصة لمقالاتها منها مجلة الصدى الإماراتية ومجلة وروتانا السعودية ومجلة الشروق الجزائرية.

- غنّى الفنان الكبير كاظم السَّاهر من أشعارها عام 2011، وكان العمل بعنوان (ماذا بعد؟) فكانت بذلك أول شاعرة فصحى يغني لها القيصر، كما قدّمت أعمالا غنائيَّة عديدةً مع عددٍ من الفنّانين العرب والأجانب، منها قصيدة (غرباء)مع الفنان سيمور جلال والتّي كانت أول عملٍ إنسانيٍّ عن أوضاعِ اللاجئين في العالم العربي، كما اختيرت لكتابة الجزء العربي من أوبريت (عالم واحد- ONE WORLD (من ألحان الفنّان العالمي

ستيفي ووندر. وتبلغ عدد أعمالها الغنائية 11 عملا فنيّا، كما لها اهتمامات في النقد الفني والسينمائي. 
- بدأت مسيرتها الشِّعرية مبكرا عام 2007 في برنامج «أمير الشُّعراء»، وحقّقت إثر ذلك شهرةً واسعةً ونالت استحسان النقاد، ومن هناك انطلقت في تطوير تجربتها الشعرية، وكتبت مقالات وبحوث كثيرة في الشعر والنقد أثارت الجدل في المشهد الأدبي وطرحت رؤية الجيل الجديد للشعر والثقافة واشتهرت بآرائها الحيادية والصادمة أحيانا بحثا عن العدالة الأبداعية وإعلاء الرؤية الإنسانية في الكتابة، كما اشتغلتْ على البحوثِ التُّراثيّة والتّاريخيّة إلى جانب إعادة إنتاج النظريات النقدية في الأدب العربي.

- تدير حاليا مشروع التّرجمة الأمينة (مموريام) وتشغل منصب باحثة متخصصة في الترجمة الشعرية والنقد الأدبي بالمدرسة العربية للترجمة التابعة لمؤسسة بيت الحكمة ولجمعية المترجمين واللغوين المصريين. حيث تتقن ثلاث لغات هي الفرنسية والعربية والإنجليزية وتتعلم حاليا الاسبانية والسريانية.

## مؤلفاتها
لها تعاونات فنية أهمها مع كاظم الساهر في قصيدة «ماذا بعد؟»
اختيرت ضمن قائمة أفضل 30 شاعرا عربيا معاصرا مجدد إبداعيا خلال الخمسين عاما الأخيرة- سنة 2009.
حيث صدر لها: 
- حينما تبتسم الملائكة – رواية – دار الكتاب 2003
- ديوان سر الغجر (دار أهل القلم) – 2009.
- باب الجنَّة – شعر – أكاديمية الشِّعر، هيئة أبوظبي للثقافة والتُّراث -2010
- مموريام – 100 قصيدة فرنسية – ترجمة الكلاسيكيات العالمية - القاهرة 2018
- ذاكرة الشيطانة – شعر - 2018 في المطبعة 2018 :
- المفاتيح والأبواب – نقد – خصائص وتاريخ الأنواع الأدبية العالمية – دار فضاءات
- فلسفة الكعب العالي – فكر – دار فضاءات
- مموريام (الجزء الثاني) - 100 شاعرة فرنسية
- مموريام (الجزء الثالث) – 100 شاعر فرنسي
- الوصيّة الشعرية لسولي برودوم – بحث في فلسفة الشعر – ترجمة
- لها (بحث موسّع في نظريات وخصائص الترجمة الشعرية)

## وصلات
* رابط نحو موقع الميادين حول لقاء صحفي معها